# NBA All-Star Game 1956
Le NBA All-Star Game 1956 s’est déroulé le 24 janvier 1956 au Rochester War Memorial Coliseum de Rochester. Les All-Star de l’Ouest ont battu les All-Star de l’Est 108 à 94. Bob Pettit (Saint-Louis Hawks) a été élu MVP.

## Effectif All-Star de l’Est
- Bob Cousy (Celtics de Boston)
- Carl Braun (Knicks de New York)
- Dolph Schayes (Syracuse Nationals)
- Ed Macauley (Celtics de Boston)
- Dick McGuire (Knicks de New York)
- Paul Arizin (Warriors de Philadelphie)
- Neil Johnston (Warriors de Philadelphie)
- Bill Sharman (Celtics de Boston)
- Harry Gallatin (Knicks de New York)
- Jack George (Warriors de Philadelphie)
- Johnny Kerr (Syracuse Nationals)

## Effectif All-Star de l’Ouest
- Bob Pettit (Saint-Louis Hawks)
- Maurice Stokes (Rochester Royals)
- Vern Mikkelsen (Minneapolis Lakers)
- Larry Foust (Fort Wayne Pistons)
- Bobby Wanzer (Rochester Royals)
- Slater Martin (Minneapolis Lakers)
- Clyde Lovellette (Minneapolis Lakers)
- George Yardley (Fort Wayne Pistons)
- Mel Hutchins (Fort Wayne Pistons)
- Bob Harrison (Saint-Louis Hawks)